# Malechy
Malechy – wieś sołecka w Polsce położona w województwie mazowieckim, w powiecie makowskim, w gminie Karniewo.
Wieś funduszu edukacyjnego Królestwa Kongresowego, położona była w 1827 roku w powiecie pułtuskim, obwodzie pułtuskim województwa płockiego. W latach 1975–1998 miejscowość administracyjnie należała do województwa ciechanowskiego.